# Viseći cvijet
Viseći cvijet, veliki biljni rod smješten u vlastitu porodicu Symplocaceae, dio reda vrjesolikih kojoj pripada preko 380 vrsta listopadnih i vazdazelenih grmova i drveća. Porodici su prije pripisivana dva roda, od čega rodu Cordyloblaste dvije vrste, a ostale rodu viseći cvijet (Symplocos). Cordyloblaste se danas vodi kao sinonim za Symplocos.
Predstavnici ove porodice rašireni su po tropskim područjima Azije, Amerike i Australije. Porodica je opisana u Mémoires du Muséum d'Histoire Naturelle 6: 9. 1820. a rod u Enumeratio Systematica Plantarum, quas in insulis Caribaeis 5, 24. 1760.

## Vrste
Vidi Popis vrsta roda Symplocos.